# Vyškov (distrikt)
Vyškov (tjeckiska: okres Vyškov) är ett distrikt i Tjeckien. Det ligger i regionen Södra Mähren, i den östra delen av landet, 210 km sydost om huvudstaden Prag. Antalet invånare är 87 036. Arean är 876 kvadratkilometer. Distriktet Vyškov gränsar till Brno-venkov, Blansko, Hodonín, Břeclav, Prostějov och Kroměříž. 
Terrängen i distriktet Vyškov är varierad.
Distriktet Vyškov delas in i:
- Nemojany
- Ivanovice na Hané
- Podivice
- Zbýšov
- Hostěrádky-Rešov
- Moravské Málkovice
- Zelená Hora
- Slavkov u Brna
- Krásensko
- Kozlany
- Šaratice
- Švábenice
- Podbřežice
- Orlovice
- Kučerov
- Luleč
- Brankovice
- Otnice
- Chvalkovice
- Rostěnice-Zvonovice
- Bučovice
- Bohaté Málkovice
- Bohdalice-Pavlovice
- Bošovice
- Topolany
- Vyškov
- Komořany
- Dražovice
- Studnice
- Habrovany
- Ježkovice
- Hrušky
- Dobročkovice
- Drnovice
- Drysice
- Dětkovice
- Prusy-Boškůvky
- Křižanovice u Vyškova
- Nemochovice
- Velešovice
- Hlubočany
- Rašovice
- Kojátky
- Radslavice
- Heršpice
- Hodějice
- Holubice
- Hoštice-Heroltice
- Hvězdlice
- Milonice
- Snovídky
- Nové Sady
- Mouřínov
- Rybníček
- Kobeřice u Brna
- Kožušice
- Lovčičky
- Křenovice
- Křižanovice
- Pustiměř
- Rousínov
- Letonice
- Tučapy
- Podomí
- Lysovice
- Medlovice
- Malínky
- Milešovice
- Vojenský újezd Březina
- Vážany nad Litavou
- Račice-Pístovice
- Nemotice
- Nesovice
- Nevojice
- Ruprechtov
- Uhřice
- Vážany
- Olšany
- Nížkovice
- Němčany

Följande samhällen finns i distriktet Vyškov:
- Vyškov
- Ruprechtov